# 超巡!超条先輩
『超巡！超条先輩』（ちょうじゅん ちょうじょうせんぱい）は、沼駿による日本の漫画。『週刊少年ジャンプ』（集英社）において、2024年11号から2025年28号まで連載された。超能力者の巡査長と新人の女性警官が歓楽街の珍宿・傾奇町で奮闘するポリスコメディ。

## 沿革
2023年4月24日発売の『週刊少年ジャンプ』21・22合併号にて、本作の読み切りを掲載。内容は超能力巡査長の超条と新米警官の一本木直が登場するポリスコメディであった。2024年2月13日発売の同誌11号にて、連載を開始。連載開始時にはPVを公開。単行本発売前の同年5月15日、16日にはYouTubeのジャンプチャンネルにて、ボイスコミックを公開。
同年6月4日に単行本が発売された際には、芥見下々が帯にイラストと推薦のコメントを寄せている。同年、「次にくるマンガ大賞 2024」コミックス部門にて6位を獲得。
2025年1月4日発売の『週刊少年ジャンプ』6・7合併号では秋本治の『こちら葛飾区亀有公園前派出所』とコラボレートし、読み切りを掲載。

## あらすじ
新人の女性警官の一本木直は、珍宿・傾奇町にある珍宿西交番に配属された。そこには超能力が使えるが、署では厄介者の巡査長・超条巡がいて、2人のコンビが街の平和を守ったり、事件を解決したりしていく。

## 登場キャラクター
声の項はボイスコミックの声優。

### 珍宿西交番
超条 巡（ちょうじょう めぐる）
声 - 古川慎
本作の主人公。珍宿西交番勤務の巡査長。28歳。4月18日生まれ。超能力者。ひねくれているが、情に厚い性格。身長は179cm。AB型。
一本木 直（いっぽんぎ なお）
声 - 本渡楓
珍宿西交番勤務の新人の女性警官。19歳。12月8日生まれ。柔道で鍛えた怪力の持ち主で、腕力は大抵の人間には負けない。O型。
ローボくん
声 - 木野日菜
珍宿西交番勤務のロボット警官。多くの機能を備えている。

### 警察関係者
犬養 由基（いぬかい ゆき）
キャリア組の警視で、珍宿署では管理官。超条の元相棒で、超条に対して歪んだ執着心を抱いている。
恵那院 肇（けいないん はじめ）
キャリア組。犬養の部下。
署長
珍宿署の署長。問題の多い超条には頭を悩ませており、新米の一本木が珍宿西交番に赴任する初日には署長自ら同伴し、超条の悪評を伝えた程。
丸川（まるやま）、角川（すみかわ）
直の同期である婦警たち。短い髪を一つに纏めた小柄な婦警が丸山、黒髪おかっぱの婦警が角川で、直からは「マルちゃん」「スミちゃん」と呼ばれている。直とは仲が良い一方で、超条のことは悪評が原因で嫌っている。

### その他
保坂 千尋（ほさか ちひろ） / ホッさん
スマートフォンのパスワードをド忘れして珍宿西交番に訪れた「スマホのおっさん」。
超条たちからは基本的に本名ではなく、「ホッさん」と呼ばれている。いつも頭にネクタイを巻いた古典的な酔っぱらいスタイルが特徴。
尖里 リリ（とがり リリ）
声 - 佐藤詩乃
ギャル。
密かに可愛がっている愛猫を見つけてもらった縁から珍宿西交番によく出入りするようになる。流行やゴシップに詳しい。
花園 春香（はなぞの はるか）
珍宿で花屋を営む女性。
大人しく清楚な雰囲気の美人で、超条に恋心を寄せているが、その想いはあまりに尋常ではなく、読心術を使った超条を戦慄させるほど。
宝条 雲母（ほうじょう きらら）
世界を牛耳る宝条財閥の令嬢。
珍種・珍獣の類に目がなく、超条を手に入れようとする。

## 作風
ライターのキットゥン希美によると、本作は「凸凹コンビが珍事件の解決に奔走する“バディもの”のコメディ」である。作者の沼の作品は「「超常的な力をもつエゴイストと底抜けの善人」という主人公コンビの構図」によるキャラクター関係性でお馴染みであるが、キットゥンは「一本木と超条の関係性がいかに変化していくのか」を本作でも見どころのひとつとして挙げている。沼は過去の作品では「ダブル主人公を描く際には、一方が何かしらの異能をもつ超人、もう一方は特殊な力を持ち合わせていない凡人」として描いていた。しかし本作では一本木は「超条ほどではないものの、十分常人離れした力をもっており、たんに守られるだけのヒロイン」ではない。

## 制作背景
読み切り版では超条はロングコートであった。3話分のネームとイメージカットを連載会議時に提出するが、その時点では読み切り版と同様にロングコートであった。連載決定後、作者の沼は「「巡査長感」が欲しいな」と考え、デザインを変更している。連載前には超条のデザイン案について迷走したが、担当編集者が編集部内で意見を募集し、「評判のよかったターコイズに」決定している。

## 評価
フリーライターの多根清史によると、芥見下々の『呪術廻戦』と本作を対比して「「週刊少年ジャンプ」の幅広さは健在」と評している。

## 書誌情報
- 沼駿『超巡！超条先輩』集英社〈ジャンプ コミックス〉、既刊6巻（2025年7月4日現在）
  1. 「超能力巡査長」2024年6月4日発売[4][23]、ISBN 978-4-08-884108-3
  2. 「お祭り巡査長」2024年9月4日発売[24]、ISBN 978-4-08-884172-4
  3. 「初狩り巡査長」2024年11月1日発売[25]、ISBN 978-4-08-884255-4
  4. 「アンラッキースケベ巡査長」2025年2月4日発売[26]、ISBN 978-4-08-884403-9
  5. 「ハレンチ巡査長」2025年5月2日発売[27]、ISBN 978-4-08-884513-5
  6. 「コラボ巡査長」2025年7月4日発売[28]、ISBN 978-4-08-884568-5